# Saint-Rémy (Saona i Loara)
Saint-Rémy – miejscowość i gmina we Francji, w regionie Burgundia-Franche-Comté, w departamencie Saona i Loara.
Według danych na rok 1990 gminę zamieszkiwało 5627 osób, a gęstość zaludnienia wynosiła 542 osoby/km² (wśród 2044 gmin Burgundii Saint-Rémy plasuje się na 39. miejscu pod względem liczby ludności, natomiast pod względem powierzchni na miejscu 908.).